# CTCSS
CTCSS, acronimo di Continuous Tone-Coded Squelch System, è un meccanismo di silenziamento delle trasmissioni indesiderate utilizzato nelle radiocomunicazioni e in altri ambiti.
In pratica, consente a due o più corrispondenti radio di comunicare tra loro escludendo automaticamente l'ascolto altri segnali radio sullo stesso canale ma esterni al loro gruppo.

## Funzionamento
Un apparato trasmittente dotato di CTCSS permette all'utente di impostare uno dei codici CTCSS disponibili (normalmente 38). Durante la trasmissione, oltre alla modulazione (voce o dati) verrà inviato, per tutta la durata, anche un segnale audio su frequenza sub-audio, pertanto non udibile da orecchio umano; se l'apparato ricevente è dotato anch'esso di sistema CTCSS ed è impostato sul medesimo codice CTCSS, escluderà il silenziamento, permettendo quindi di ascoltare la comunicazione. Tutte le altre comunicazioni indesiderate provenienti da terzi, prive del medesimo codice CTCSS di riconoscimento, vengono invece silenziate.

## Utilizzo
L'avvento del CTCSS ha di fatto rivoluzionato il mondo del radiantismo (hobbisti del radioascolto, radioamatori ecc.) e delle radiocomunicazioni professionali (teleallarmi, ponti radio civili industriali e governativi), in quanto consente, in maniera molto semplice ed economica, di escludere l'ascolto di emissioni radio non desiderate sullo stesso canale/frequenza.
Il sistema CTCSS è una delle caratteristiche alla base del successo dei PMR 446 e LPD 433, oltre alle ricetrasmissioni amatoriali in banda VHF/UHF e SHF.
Da notare che il tono CTCSS non è un altro canale o sottocanale, o sottofrequenza, ma solamente un meccanismo di silenziamento. Questo significa che nel caso di più trasmissioni radio contemporanee sul medesimo canale/frequenza, la più forte o più vicina al ricevente coprirà la più debole o lontana, tutto ciò indipendentemente dal codice CTCSS; pertanto il sistema CTCSS è in grado esclusivamente di de-silenziare la trasmissione radio solo se questa viene ricevuta correttamente (e quindi se non è coperta dall'interferenza di un segnale più forte).

### Cancellazione del rumore con codifica digitale
Il CTCSS è un sistema analogico. Un successivo sistema di silenziamento con codifica digitale (DCS) è stato sviluppato da Motorola con il marchio Digital Private Line (DPL). General Electric rispose introducendo lo stesso sistema con il nome di Digital Channel Guard (DCG).  Il sistema DCS è stato sviluppato con la produzione di un maggior numero di radio digitali, in modo che la tecnologia potesse essere utilizzata sulle radio digitali. Il nome comune è CDCSS (Continuous Digital Coded Noise Suppression System). L'uso della cancellazione digitale del rumore su un canale già dotato di utenti per la riduzione del rumore codificato a toni preclude l'uso dei toni a 131,8 e 136,5 Hz, poiché la velocità di trasmissione digitale è di 134,4 bit al secondo e i decodificatori sintonizzati su questi due toni rileveranno un segnale intermittente (definito nel campo delle radio ricetrasmittenti come "tampering" del decodificatore).

## Lista dei toni
| Codice | Motorola | Hz    | Note |
| ------ | -------- | ----- | ---- |
| 1      | XZ       | 67.0  |      |
|        | WZ       | 69.3  |      |
| 2      | XA       | 71.9  |      |
| 3      | WA       | 74.4  |      |
| 4      | XB       | 77.0  |      |
| 5      | SP       | 79.7  |      |
| 6      | YZ       | 82.5  |      |
| 7      | YA       | 85.4  |      |
| 8      | YB       | 88.5  |      |
| 9      | ZZ       | 91.5  |      |
| 10     | ZA       | 94.8  |      |
| 11     | ZB       | 97.4  |      |
| 12     | 1Z       | 100.0 |      |
| 13     | 1A       | 103.5 |      |
| 14     | 1B       | 107.2 |      |
| 15     | 2Z       | 110.9 |      |
| 16     | 2A       | 114.8 |      |
| 17     | 2B       | 118.8 |      |
| 18     | 3Z       | 123.0 |      |
| 19     | 3A       | 127.3 |      |
| 20     | 3B       | 131.8 |      |
| 21     | 4Z       | 136.5 |      |
| 22     | 4A       | 141.3 |      |
| 23     | 4B       | 146.2 |      |
|        |          | 150.0 | NATO |
| 24     | 5Z       | 151.4 |      |
| 25     | 5A       | 156.7 |      |
| 26     | 5B       | 162.2 |      |
| 27     | 6Z       | 167.9 |      |
| 28     | 6A       | 173.8 |      |
| 29     | 6B       | 179.9 |      |
| 30     | 7Z       | 186.2 |      |
| 31     | 7A       | 192.8 |      |
| 32     | M1       | 203.5 |      |
|        | 8Z       | 206.5 |      |
| 33     | M2       | 210.7 |      |
| 34     | M3       | 218.1 |      |
| 35     | M4       | 225.7 |      |
|        | 9Z       | 229.2 |      |
| 36     | M5       | 233.6 |      |
| 37     | M6       | 241.8 |      |
| 38     | M7       | 250.3 |      |
|        | 0Z       | 254.1 |      |